# Jirón Apurímac (Cajamarca)
El jirón Apurímac es una calle del centro histórico de Cajamarca, en el Perú. Se extiende de suroeste a noreste a lo largo de 12 cuadras desde la avenida Perú hasta el jirón Bambamarca.

## Recorrido
Se inicia en la avenida Perú, en la parte alta de la ciudad. En la cuadra 5, cerca de la intersección con el jirón Junín, está ubicado el teatro Cajamarca. En la cuadra 7 se ubica la casona Uceda, donde actualmente funciona la oficina principal del Banco de Crédito.